# トマス・ストーン
トマス・ストーン（英語: Thomas Stone、1743年 - 1787年10月5日）は、現在のアメリカ合衆国メリーランドの農園主であり、その代表としてアメリカ独立宣言に署名した者の一人である。1777年には連合規約を作成する委員会で働いた。

## 伝記
ストーンはメリーランドのチャールズ郡にある「ポイントン荘園」で著名な家庭の子として生まれた。父デイビッド・ストーン(1709-1773)と母エリザベス・ジェニファー・ストーン夫妻の大家族の中で次男であった。兄弟のマイケル・J・ストーンとジョン・ホスキンス・ストーンも重要な政界の経歴を持った。ストーンはアナポリスのトマス・ジョンソンの法律事務所で法律を学び、1764年に法廷弁護士として認められ、フレデリックで法律実務を始めた。
1768年、ストーンは郡内でも最も富裕な人と考えられていたグスタバス・ブラウン博士の末娘、マーガレット・ブラウン (1751-1787)と結婚した。その後間もなく最初の400エーカー (1.6 km2)の土地を購入し「ヘイブリードベンチャー」という名の農園建設を始めた。家族はそこを住まいとし、3人の子供、マーガレット (1771-1809)、ミルドレッド (1773-1837)およびフレデリック (1774-1793)が生まれた。ストーンは法律実務のために家を離れることが多かったので、弟のマイケルを連れてきてプランテーションを発展させた。
アメリカ独立戦争が近付くと、ストーンはチャールズ郡の通信委員会に参加した。1774年から1776年はメリーランドのアナポリス会議の代議員だった。1775年、アナポリス会議がストーンを大陸会議代表に送り出した。その後も再選出され数年間連続して代表を続けた。1776年5月15日、アメリカ独立宣言の起草に賛成票を投じたが、メリーランド会議は代表団が独立宣言を支持しないように制限していた。6月にその制限が撤廃され、メリーランドの代表団は独立に対して自由に投票できるようになった。それ以前のストーンは、イギリスとの外交関係を開き戦争に進まないことに賛成していたが、これはストーンが平和主義者であるからだけでなく、保守的でもあり、陰惨な戦争を始めるに気が進まなかったからであった。7月にはアメリカ独立宣言に署名した。
同じ年、連合規約を起草する委員会委員に任命されたが、この頃個人的な悲劇に見舞われた。妻のマーガレットがフィラデルフィアにいるストーンを尋ねてきたが、そこは天然痘流行の渦中にあった。マーガレットはこの病気の予防接種をしていたが、副作用が出て病気になった。マーガレットの体力は残りの人生の間、衰え続けた。
独立宣言に署名した後で、妻を連れて故郷に帰り、大陸会議のその後の任務は辞退した。ただし。アナポリスで大陸会議が開かれた1784年の一時期のみ出席した。
ストーンは1779年から1785年までメリーランド上院議員を引き受けた。当初はメリーランドが連合規約を承認することでは最後の邦になっていたので、その批准を促進するためだった。しかし、マーガレットの看護をするためと子供達を養育するために法律実務を諦めた。マーガレットの体力が落ちていくに連れて、次第に公的な生活からも退いていった。マーガレットが1787年に死ぬと、ストーンは酷く落ち込み4ヶ月足らず後にバージニアのアレクサンドリアで死んだ。死因は「傷心」だったと伝えられている。
ストーンは自分のプランテーションに埋葬され、墓は今も残っている。今日の「ヘイブリードベンチャー」はトマス・ストーン国定歴史史跡の中心であり、国立公園局によって博物館として運営されている。住所はメリーランド州ポートトバコビレッジ、ローズヒル道路6655である。